# Milan Rúfus
Milan Rúfus (10. prosince 1928, Závažná Poruba, Československo – 11. ledna 2009, Bratislava, Slovensko) byl slovenský básník, literární historik, překladatel a esejista.

## Životopis
Narodil se v rodině zedníka a vzdělání získal v lidové škole ve svém rodišti, na gymnáziu v Liptovském Mikuláši, kde v roce 1948 úspěšně maturoval. V letech 1948-1952 studoval slovenštinu a dějiny na Filozofické fakultě Univerzity Komenského v Bratislavě. Po ukončení vysokoškolských studií zůstal na Filozofické fakultě
Univerzity Komenského jako pedagog. Přednášel zde dějiny slovenské a české literatury. V školním roce 1971-1972 působil na univerzitě Instituto Universitario v Neapoli, kde přednášel slovenský jazyk a literaturu.

## Tvorba

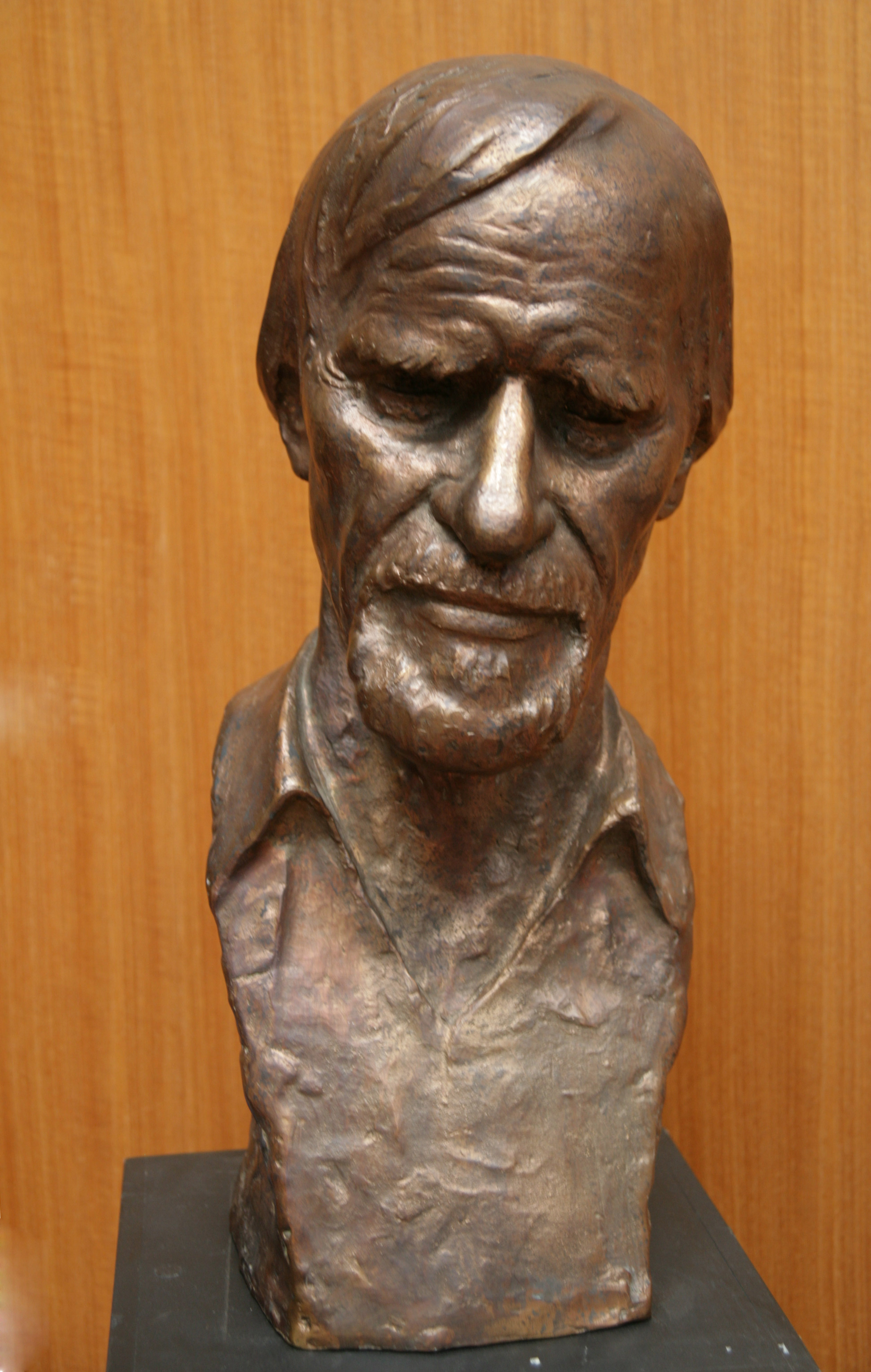
Busta Milana Rúfuse od sochaře Teodora Baníka

První básně publikoval v časopisech Prameň, Nový rod, Mladá tvorba a Borba. Debutoval básnickou sbírkou Až dozrieme, která znamenala výrazný posun dobového chápání poezie. Jeho tvorbu ovlivnil symbolismus, měl silné sociální cítění a nechal se inspirovat i dílem fotografa M. Martinčeka. Inspiroval se slovenskou lidovou slovesností a díly vícero slovenských malířů. Kromě tvorby pro dospělé se věnoval také psaní knih pro děti a mládež. Svojí tvorbou patří k nejvýraznějším básnickým zjevům. Představil se jako básník s autonomním pohledem na životní a morální hodnoty lidského jednání, na lásku, pravdu, krásu, utrpení i tragiku člověka i světa druhé poloviny 20. století. Velmi vnímavě a citlivě hledá smysl a podstatu lidského života. Hluboko nazřel do jeho starostí, bolestí, nejistot, radosti, štěstí i vzdoru. Je to poezie vysokých ideových, morálních a estetických hodnot zakotvená v mnohorozměrném prostoru lidského světa.
Kromě vlastní tvorby též přebásnil Dobšinského prostonárodní pověsti a věnoval se překladům z norštiny, španělštiny, ruštiny a češtiny. Jeho díla vyšla v angličtině, bulharštině, češtině, francouzštině,
maďarštině, němčině, norštině, polštině,
ruštině, italštině a dalších jazycích.

## Ocenění
- 2009 - Pribinův kříž  1. třídy
- 2008 - Cena Crane Summit za poezii (Tchaj-wan)
- 2006 - Cena Literárneho fondu za nejlepší původní slovenskou tvorbu v roce 2005 za sbírku Báseň a čas
- 2005 - Cenu ministra kultury za sbírku básní Báseň a čas
- 2001 - Cena na festivalu ve makedonském městě Struga
- 1998 - Čestný doktorát literatury, udělen Světovou akademií umění a kultury
- 1995 - Řád Ľudovíta Štúra  1. třídy
- 1991 - Řád Tomáše Garrigua Masaryka  3. třídy (1991)
- 1990 - Mezinárodní cena Zlatý klíč města Smederevo (Srbsko)
- 1970 - Státní cena za literaturu
- Od roku 1991 byl každoročně navrhován na Nobelovu cenu za literaturu

## Dílo

### Poezie
- 1956 - Až dozrieme
- 1966 - Chlapec
- 1968 - Zvony
- 1969 - Triptych (Až dozrieme, Chlapec, V zemi nikoho)
- 1969 - Ľudia v horách, dílo s fotografiemi M. Martinčeka
- 1972 - Stôl chudobných
- 1972 - Kolíska
- 1973 - Hľadanie obrazu, dílo s fotografiemi M. Martinčeka
- 1974 - Chlapec maľuje dúhu
- 1974 - Kolíska spieva deťom
- 1977 - Hudba tvarov
- 1978 - Hora
- 1982 - Óda na radosť
- 1987 - Prísny chlieb
- 1992 - Neskorý autoportrét
- 1996 - Čítanie z údelu
- 1997 - Žalmy o nevinnej
- 1998 - Vážka
- 2000 - Jednoduchá až po korienky vlasov
- 2001 - Čas plachých otázok
- 2003 - Čakanka
- 2005 - Báseň a čas
- 2007 - Vernosť

Od roku 2002 vychází ve vydavatelství MilaniuM Souborné dílo Milana Rúfuse
(dosud vyšlo: Dielo I., Dielo II., Dielo III., Dielo IV., Dielo VI., Dielo VII., Dielo VIII, Dielo IX, Dielo XIV).

### Eseje
- 1968 - Človek, čas a tvorba
- 1969 - Štyri epištoly k ľuďom
- 1974 - O literatúre
- 1978 - A čo je báseň
- 1996 - Epištoly staré a nové
- 1998 - Rozhovory so sebou a s tebou

### Knihy pro děti a mládež
- 1975 - Kniha rozprávok
- 1980 - Sobotné večery
- 1985 - Rozprávočka veselá, zostaň ešte s nami
- 1986 - Studnička
- 1990 - Tiché papradie
- 1990 - Modlitbičky
- 1991 - Mechúrik Koščúrik s kamarátmi
- 1993 - Lupienky z jabloní
- 1994 - Pamätníček
- 1995 - Modlitbičky za dieťa

### Překlady
- 1957 - Sergej Alexandrovič Jesenin: Výběr
- 1958 - Michail Jurjevič Lermontov: Maškaráda
- 1966 - Henrik Ibsen: Peer Gynt (v jazykové spolupráci s J. Kaňou)
- 1973 - František Hrubín: 2 x 7 pohádek
- 1977 - František Hrubín: Poemy
- 1978 - František Hrubín: Jak se chytá radost, výběr z Hrubínovy poezie pro děti
- 1978 - Josef Kajetán Tyl: Strakonický dudák
- 1991 - Žalmy a Jeremiášův nářek - knihy ze Starého zákona